# Leptocereus assurgens
Leptocereus assurgens är en kaktusväxtart som först beskrevs av Charles Wright och August Heinrich Rudolf Grisebach, och fick sitt nu gällande namn av Nathaniel Lord Britton och Joseph Nelson Rose. Leptocereus assurgens ingår i släktet Leptocereus och familjen kaktusväxter. Inga underarter finns listade i Catalogue of Life.

## Bildgalleri

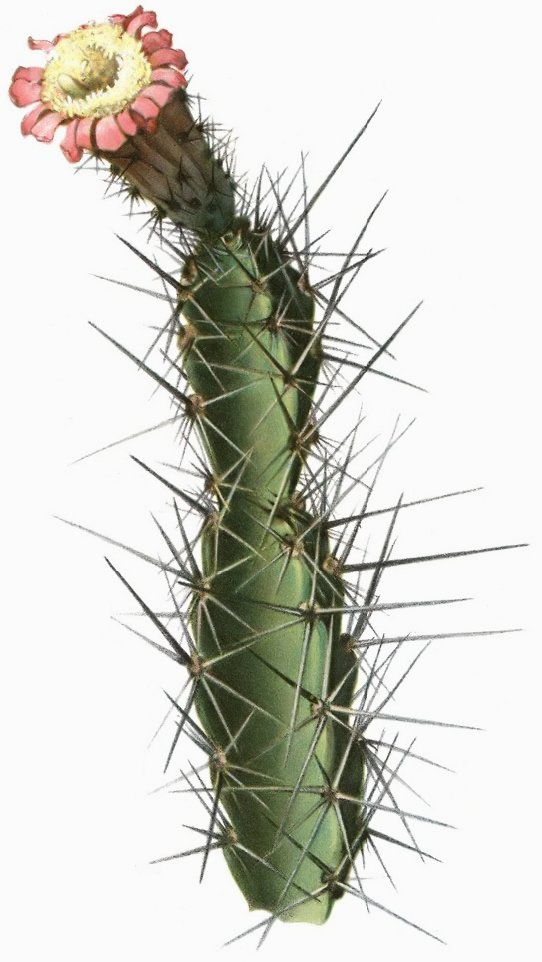
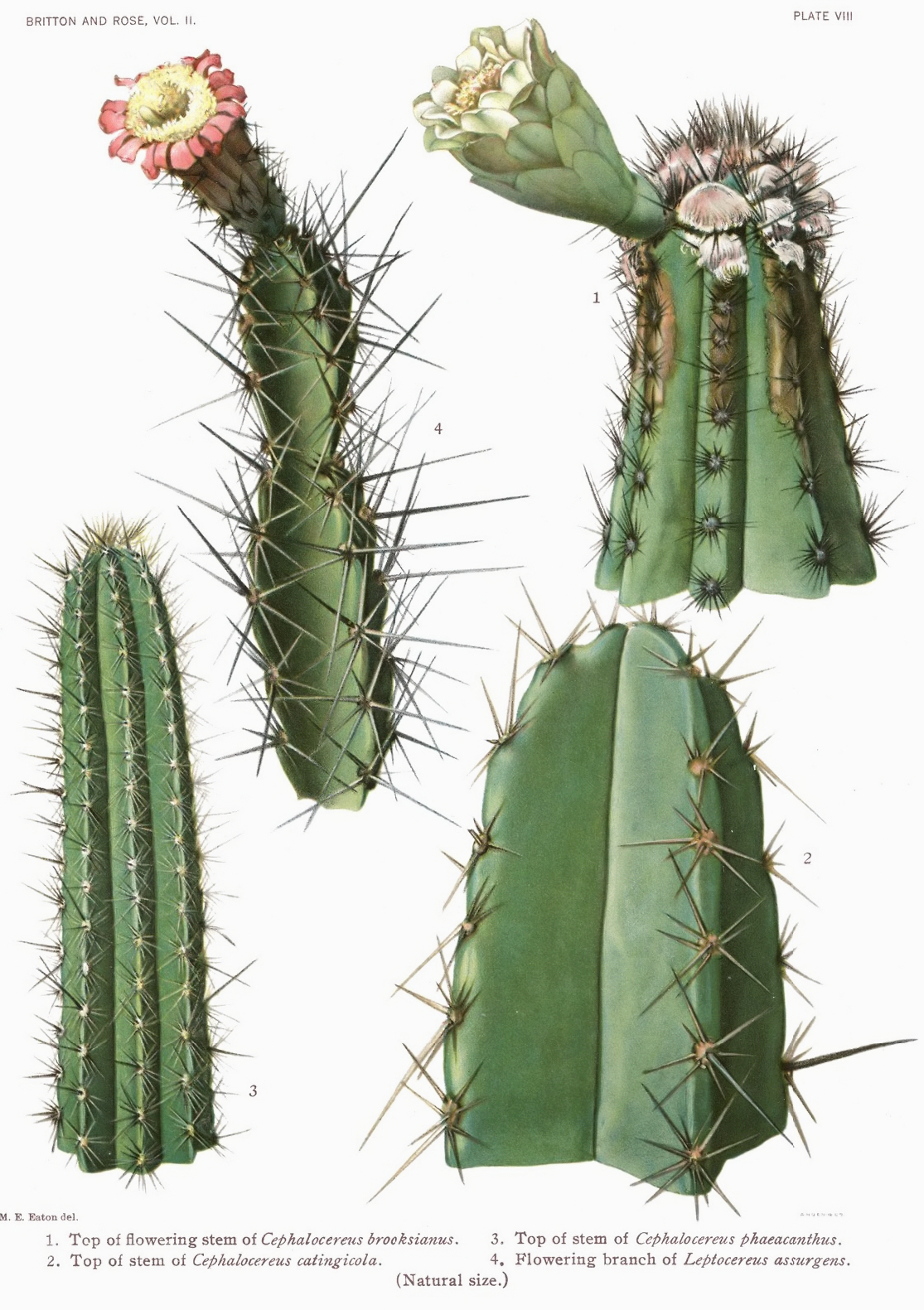